# Valerie Brisco-Hooks
Valerie Ann Brisco-Hooks (Greenwood, 6 juli 1960) is een Amerikaanse voormalige sprintster. Ze werd olympisch kampioene op de 200 m, de 400 m en de 4 x 400 m estafette. Ze nam tweemaal deel aan de Olympische Spelen en won naast haar drie gouden olympische medailles eenmaal zilver.

## Biografie

### Eerste successen
Haar eerste internationale succes boekte Brisco-Hooks op de Pan-Amerikaanse Spelen van 1979, waar zij op de 4 x 100 m estafette goud veroverde en op de 200 m vierde werd. De in dat jaar gevestigde PR-prestaties van 23,16 s op de 200 en 52,08 op de 400 m zou ze echter pas verbeteren tijdens haar sensationele doorbraak in 1984, nadat zij in 1982 een zoon had gekregen.

### Driemaal olympisch goud
Op de Olympische Spelen van 1984 in Los Angeles won Valerie Brisco-Hooks driemaal goud, een prestatie die in het verleden slechts door drie vrouwen was geëvenaard. Twee gouden medailles veroverde ze op haar favoriete afstanden, de 200 en 400 m, waarop ze haar beste tijden ooit liep, tevens olympische records. De 200 m won ze in 21,81 voor haar landgenote Florence Griffith-Joyner (zilver; 22,04) en de Jamaicaanse Merlene Ottey (brons; 22,09). Op de 400 m versloeg ze met een tijd van 48,83 haar landgenote Chandra Cheeseborough (zilver; 49,05) en de Britse Kathy Smallwood-Cook (brons; 49,43). De derde gouden plak veroverde ze op de 4 x 400 m estafette, samen met Lillie Leatherwood, Sherri Howard en Chandra Cheeseborough. Het Amerikaanse viertal vestigde hierbij met 3.18,29 een olympisch record.
Naast Marie-José Pérec (OS van 1996) is Brisco-Hooks de enige vrouw die ooit olympisch kampioene werd op de 200 en 400 m.

### Meer eremetaal
In 1987 won Brisco-Hooks op de Pan-Amerikaanse Spelen goud op de 4 x 400 m, gevolgd door een bronzen medaille op dit nummer bij de wereldkampioenschappen van 1987 in Rome.
In 1988 viste ze bij de Olympische Spelen van Seoel met een vierde plek op de 400 m net achter de medailles. Zilver was er echter voor haar weggelegd op de 4 x 400 m estafette, waarin ze een team vormde met Denean Howard-Hill, Diane Dixon en Florence Griffith-Joyner. Het Russische estafetteteam verbeterde in deze race het wereldrecord tot 3.15,17.
Valerie Brisco is getrouwd geweest met Australische sprinter Alvin Hooks en werd moeder van een zoon. Zij beëindigde haar atletiekloopbaan in 1990.

## Titels
- Olympisch kampioene 200 m - 1984
- Olympisch kampioene 400 m - 1984
- Olympisch kampioene 4 x 400 m - 1984
- Pan-Amerikaans kampioene 4 x 100 m - 1979
- Pan-Amerikaans kampioene 4 x 400 m - 1987
- Amerikaans indoorkampioene 200 m - 1984, 1985
- Amerikaans kampioene 400 m - 1984

## Persoonlijke records
| Onderdeel | Prestatie       | Datum           | Plaats      |
| --------- | --------------- | --------------- | ----------- |
| 100 m     | 10,99 s         | 17 mei 1986     | Westwood    |
| 200 m     | 21,81 s (ex-OR) | 9 augustus 1984 | Los Angeles |
| 400 m     | 48,83 s (ex-OR) | 6 augustus 1984 | Los Angeles |

## Palmares

### 200 m
- 1979: 4e Pan-Amerikaanse Spelen
- 1984:  OS - 21,81 s (OR)
- 1986:  Grand Prix Finale - 22,30 s

### 400 m
- 1984:  OS - 48,83 s (OR)
- 1986:  Grand Prix Finale - 50,21 s
- 1988: 4e OS - 50,16 s

### 4 x 100 m estafette
- 1979:  Pan-Amerikaanse Spelen - 43,30 s

### 4 x 400 m estafette
- 1984:  OS - 3.18,29 (OR)
- 1987:  Pan-Amerikaanse Spelen - 3.29,4
- 1987:  WK - 3.21,04
- 1988:  OS - 3.15,51

1948: Fanny Blankers-Koen ·
1952: Marjorie Jackson ·
1956: Betty Cuthbert ·
1960: Wilma Rudolph ·
1964: Edith McGuire ·
1968: Irena Szewińska ·
1972: Renate Stecher ·
1976: Bärbel Eckert ·
1980: Bärbel Wöckel ·
1984: Valerie Brisco-Hooks ·
1988: Florence Griffith-Joyner ·
1992: Gwen Torrence ·
1996: Marie-José Pérec ·
2000: Pauline Davis-Thompson ·
2004: Veronica Campbell ·
2008: Veronica Campbell ·
2012: Allyson Felix ·
2016: Elaine Thompson ·
2020: Elaine Thompson ·
2024: Gabrielle Thomas
1964: Betty Cuthbert ·
1968: Colette Besson ·
1972: Monika Zehrt ·
1976: Irena Szewińska ·
1980: Marita Koch ·
1984: Valerie Brisco-Hooks ·
1988: Olga Bryzgina ·
1992: Marie-José Pérec ·
1996: Marie-José Pérec ·
2000: Cathy Freeman ·
2004: Tonique Williams-Darling ·
2008: Christine Ohuruogu ·
2012: Sanya Richards-Ross ·
2016: Shaunae Miller ·
2020: Shaunae Miller ·
2024: Marileidy Paulino
1972: Käsling, Kühne, Seidler, Zehrt ·
1976: Maletzki, Rohde, Streidt, Brehmer ·
1980: Prorotsjenko, Gojsjtsjik, Zjoeskova, Nazarova ·
1984: Leatherwood, Howard, Brisco-Hooks, Cheeseborough ·
1988: Ledovskaja, Nazarova, Pinigina, Bryzgina ·
1992: Roezina, Dzjigalova, Nazarova, Bryzgina ·
1996: Stevens, Malone, Graham, Miles ·
2000: Miles Clark, Hennagan, Colander, Anderson ·
2004: Trotter, Henderson, Richards, Hennagan ·
2008: Wineberg, Felix, Henderson, Richards ·
2012: Trotter, Felix, McCorory, Richards-Ross ·
2016: Okolo, Hastings, Francis, Felix ·
2020: McLaughlin, Felix, Muhammad, Mu ·
2024: Little, McLaughlin-Levrone, Thomas, Holmes
- World Athletics: 14355869
- International Standard Name Identifier: 0000 0000 2494 7558
- Library of Congress Control Number: n85226290
- Virtual International Authority File: 43286003
- WorldCat: E39PBJtcCVB8kwDDmG8wkDt7pP